# 第十三届全国人民代表大会第四次会议
中华人民共和国第十三届全国人民代表大会第四次會議（简称第十三届全国人大四次會議）于2021年3月5日至11日在北京召開。

## 會議時間及議程
2020年12月26日第十三届全国人民代表大会常务委员会第二十四次会议表决通过了关于召开十三届全国人大四次会议的决定，大会原本有九项议程。
在2021年3月4日晚上舉行的十三届全国人大四次会议新聞發布會上，發言人張業遂表示「第十三届全国人民代表大会第四次会议將審議人大常委會關於提請審議《全國人民代表大會關於完善香港特別行政區選舉制度的決定（草案）》的議案」，因此本次大会共有十项议程：
1. 审议政府工作报告
2. 审查国民经济和社会发展第十四个五年规划和2035年远景目标纲要草案
3. 审查2020年国民经济和社会发展计划执行情况与2021年国民经济和社会发展计划草案的报告、2021年国民经济和社会发展计划草案
4. 审查2020年中央和地方预算执行情况与2021年中央和地方预算草案的报告、2021年中央和地方预算草案
5. 审议全国人民代表大会常务委员会关于提请审议《中华人民共和国全国人民代表大会组织法（修正草案）》的议案
6. 审议全国人民代表大会常务委员会关于提请审议《中华人民共和国全国人民代表大会议事规则（修正草案）》的议案
7. 审议全国人民代表大会常务委员会关于提请审议《全国人民代表大会关于完善香港特别行政区选举制度的决定（草案）》的议案
8. 审议全国人民代表大会常务委员会工作报告
9. 审议最高人民法院工作报告
10. 审议最高人民检察院工作报告

在十三届全国人大四次会议新聞發布會上，張業遂還表示，本次大会的会期同十三届全国人大三次会议一样将适当缩短，坚持既定会议议程，召开形式不变、要素不减，記者採訪繼續采用网络、视频、书面等非现场方式。

## 會議日程
（依现场实况）
| 日期          | 時間  | 內容 |
| ------------- | ----- | --- |
| 2021年3月5日  | 09:04 | 开幕 |
| 2021年3月5日  | 09:09 | 听取国务院总理李克强的政府工作报告 |
| 2021年3月5日  | 10:04 | 审查国民经济和社会发展第十四个五年规划和2035年远景目标纲要草案 |
| 2021年3月5日  | 10:05 | 审查国务院关于2020年国民经济和社会发展计划执行情况与2021年国民经济和社会发展计划草案的报告、2021年国民经济和社会发展计划草案                                                       |
| 2021年3月5日  | 10:05 | 审查国务院关于2020年中央和地方预算执行情况与2021年中央和地方预算草案的报告、2021年中央和地方预算草案                                                                               |
| 2021年3月5日  | 10:06 | 听取全国人大常委会副委员长王晨关于中华人民共和国全国人民代表大会组织法修正草案的说明                                                                                               |
| 2021年3月5日  | 10:06 | 听取全国人大常委会副委员长王晨关于中华人民共和国全国人民代表大会议事规则修正草案的说明                                                                                             |
| 2021年3月5日  | 10:06 | 听取全国人大常委会副委员长王晨关于全国人民代表大会关于完善香港特别行政区选举制度的决定草案的说明                                                                                   |
| 2021年3月5日  | 10:33 | 休会 |
| 2021年3月5日  | 15:00 | 代表团全体会议审议政府工作报告 |
| 2021年3月6日  | 09:00 | 代表团全体会议审查“十四五”规划和2035年远景目标纲要草案 |
| 2021年3月6日  | 15:00 | 代表小组会议审议政府工作报告,审查“十四五”规划和2035年远景目标纲要草案 |
| 2021年3月7日  | 09:00 | 代表小组会议审查计划报告和草案、预算报告和草案 |
| 2021年3月7日  | 15:00 | 代表小组会议审查计划报告和草案、预算报告和草案 |
| 2021年3月8日  | 09:00 | 代表小组会议审议全国人大组织法修正草案、全国人大议事规则修正草案、全国人民代表大会关于完善香港特别行政区选举制度的决定草案                                                         |
| 2021年3月8日  | 15:00 | 代表大会第二次全体会议 |
| 2021年3月8日  | 15:04 | 听取全国人大常委会委员长栗战书关于全国人民代表大会常务委员会工作的报告 |
| 2021年3月8日  | 15:33 | 听取最高人民法院院长周强关于最高人民法院工作的报告 |
| 2021年3月8日  | 16:02 | 听取最高人民检察院检察长张军关于最高人民检察院工作的报告 |
| 2021年3月8日  | 16:26 | 休会 |
| 2021年3月9日  | 09:00 | 代表小组会议审议全国人大常委会工作报告 |
| 2021年3月9日  | 15:00 | 代表小组会议审议关于修改全国人大组织法的决定草案、关于修改全国人大议事规则的决定草案、关于完善香港特别行政区选举制度的决定草案修改稿、最高人民法院工作报告、最高人民检察院工作报告 |
| 2021年3月10日 | 09:00 | 代表小组会议审议最高人民法院工作报告和最高人民检察院工作报告 |
| 2021年3月10日 | 15:00 | 代表小组会议审议关于政府工作报告、“十四五”规划和2035年远景目标纲要草案、年度计划、年度预算的四个决议草案                                                                           |
| 2021年3月11日 | 09:00 | 代表小组会议审议关于政府工作报告、“十四五”规划和2035年远景目标纲要草案、年度计划、年度预算、全国人大常委会工作报告、最高人民法院工作报告、最高人民检察院工作报告的七个决议草案     |
| 2021年3月11日 | 15:00 | 代表大会第三次全体会议（闭幕会） |
| 2021年3月11日 | 15:06 | 表决关于政府工作报告的决议草案 |
| 2021年3月11日 | 15:08 | 表决关于国民经济和社会发展第十四个五年规划和2035年远景目标纲要的决议草案 |
| 2021年3月11日 | 15:13 | 表决全国人民代表大会关于修改《中华人民共和国全国人民代表大会组织法》的决定草案 |
| 2021年3月11日 | 15:16 | 表决全国人民代表大会关于修改《中华人民共和国全国人民代表大会议事规则》的决定草案                                                                                                   |
| 2021年3月11日 | 15:17 | 表决全国人民代表大会关于完善香港特别行政区选举制度的决定草案 |
| 2021年3月11日 | 15:19 | 表决关于2020年国民经济和社会发展计划执行情况与2021年国民经济和社会发展计划的决议草案                                                                                               |
| 2021年3月11日 | 15:21 | 表决关于2020年中央和地方预算执行情况与2021年中央和地方预算的决议草案 |
| 2021年3月11日 | 15:23 | 表决关于全国人民代表大会常务委员会工作报告的决议草案 |
| 2021年3月11日 | 15:25 | 表决关于最高人民法院工作报告的决议草案 |
| 2021年3月11日 | 15:30 | 表决关于最高人民检察院工作报告的决议草案 |
| 2021年3月11日 | 15:33 | 栗战书發表講話 |
| 2021年3月11日 | 15:43 | 閉幕 |

## 主席团
- 常务主席：栗战书、王晨、曹建明、张春贤、沈跃跃、吉炳轩、艾力更·依明巴海、万鄂湘、陈竺、王东明、白玛赤林、丁仲礼、郝明金、蔡达峰、武维华、杨振武[12]
- 秘书长：王晨[13]
- 成员：174人[13]
- 发言人：张业遂[1]

## 法律/决议案表决结果
| 表决主题 | 赞成票 | 反对票 | 弃权 | 出席代表通过率 | 法定通過率 |
| --- | ------ | ------ | ---- | -------------- | ---------- |
| 国务院总理李克强的政府工作报告                                                                                 | 2895票 | 0票    | 1票  | 99.97%         | 97.15%     |
| 国民经济和社会发展第十四个五年规划和2035年远景目标纲要草案                                                     | 2873票 | 11票   | 12票 | 99.21%         | 96.41%     |
| 2020年国民经济和社会发展计划执行情况与2021年国民经济和社会发展计划草案的报告、2021年国民经济和社会发展计划草案 | 2870票 | 21票   | 5票  | 99.10%         | 96.31%     |
| 2020年中央和地方预算执行情况与2021年中央和地方预算的决议                                                       | 2843票 | 36票   | 17票 | 98.17%         | 95.40%     |
| 全国人民代表大会常务委员会关于提请审议《中华人民共和国全国人民代表大会组织法（修正草案）》的议案               | 2890票 | 2票    | 4票  | 99.79%         | 96.98%     |
| 全国人民代表大会常务委员会关于提请审议《中华人民共和国全国人民代表大会议事规则（修正草案）》的议案             | 2895票 | 0票    | 1票  | 99.97%         | 97.15%     |
| 全国人民代表大会常务委员会关于提请审议《全国人民代表大会关于完善香港特别行政区选举制度的决定（草案）》的议案   | 2895票 | 0票    | 1票  | 99.97%         | 97.15%     |
| 栗战书的全国人民代表大会常务委员会工作报告                                                                     | 2883票 | 6票    | 7票  | 99.55%         | 96.74%     |
| 周强的最高人民法院工作报告                                                                                     | 2800票 | 65票   | 31票 | 96.69%         | 93.96%     |
| 張軍的最高人民检察院工作报告                                                                                   | 2822票 | 52票   | 22票 | 97.44%         | 94.70%     |

## 其它情況
- 全國政協副主席、香港前行政長官董建華在3月5日早上列席開幕會後，離開座位時跌倒，隨即有數人扶起他，同樣列席會議的行政長官林鄭月娥亦走向董建華了解情況。其後董建華在其他人陪同下離開會議廳。同日董建華回覆網上平台「思考香港」的查詢時表示，離席時忙於與人打招呼，忘記留意腳下情況絆了一下。[15]

## 新闻发布会
- 2021年3月4日星期四21时40分，十三届全国人大四次会议在人民大会堂新闻发布厅举行新闻发布会，大会发言人就大会议程与人大工作相关问题答中外记者问。因疫情防控需要，发布会采用网络直播的形式举行。[5]

## 资料
- 2021年3月8日 王文涛：预计今年消费将呈恢复性快速增长
- 2021年3月8日 商务部部长：中国政府已正式核准RCEP协定
- 2021年3月8日 栗战书：维护香港特别行政区宪制秩序 法治秩序
- 2021年3月8日 林郑月娥：确保香港管制权掌握在爱国者手上
- 2021年3月11日 栗战书宣布人大会议圆满完成议程 涉港决定通过现场响长时掌声